# La bambina segreta
La bambina segreta (in persiano تا فردا‎, Tā fardā, lett. "fino a domani") è un film del 2022 diretto da Ali Asgari.

## Trama
In vista di un'imminente visita da parte dei genitori, la giovane Fereshteh si mette in cerca assieme alla migliore amica Atefeh di qualcuno che possa badare a sua figlia di due mesi, della quale la famiglia non sospetta nemmeno l'esistenza, essendo nata al di fuori del matrimonio, fino all'indomani. La ricerca delle ragazze per tutta Teheran, dal primo pomeriggio fino a notte inoltrata, la porta a scontrarsi con la grettezza e la pavidità della gente comune e l'indifferenza delle istituzioni.

## Produzione
Il film è basato sul cortometraggio dello stesso Asgari La bambina (2014), presentato alla 71ª Mostra internazionale d'arte cinematografica di Venezia. A differenza che nel corto, Asgari ha ritenuto che la storia meritasse un lieto fine, scrivendo assieme al co-sceneggiatore Alireza Khatami per prima cosa il finale e poi il resto della sceneggiatura a ritroso. Il film è stato prodotto in maniera indipendente dall'attrice Niki Karimi con l'ausilio di capitali francesi e girato a Teheran nell'arco di 20 giorni.

## Distribuzione
Il film è stato presentato in anteprima il 14 febbraio 2022 nella sezione Panorama del 72º Festival di Berlino. Così come gli altri film del regista, non ha mai avuto una distribuzione ufficiale in Iran. È stato distribuito nelle sale italiane a partire dal 19 settembre 2024, in seguito alla vittoria del primo premio al MedFilm Festival, che garantisce una distribuzione in Italia da parte della Cineclub Internazionale di Paolo Minuto.

## Riconoscimenti
- 2022 – MedFilm Festival[5]
  - Premio Amore e Psiche
  - Premio "Valentina Pedicini"
  - Premio delle giurie universitarie
  - Premio del pubblico
- 2022 – Zurigo Film Festival[6]
  - Menzione speciale al Goldenen Auge
- 2023 – Festival international du film d'amour de Mons[7]
  - Grand Prix